# شللو
شللو یکی از روستاهای استان آذربایجان شرقی است که در دهستان شورکات جنوبی بخش ایلخچی شهرستان اسکو واقع شده است. این روستا ۲٠٠ نفر جمعیت دارد.